# Список умерших в 648 году

## Дата смерти неизвестна или требует уточнения
- Евсевий, епископ Неаполя (646—648).
- Умм Харам, сподвижница и дальняя тётя пророка Мухаммеда.
- Фалассий Ливийский, настоятель одного из монастырей в Ливийской пустыне.
- Феликс Бургундский, епископ Данича (или Данвича), святой.